# ステーファノ・ドナウディ

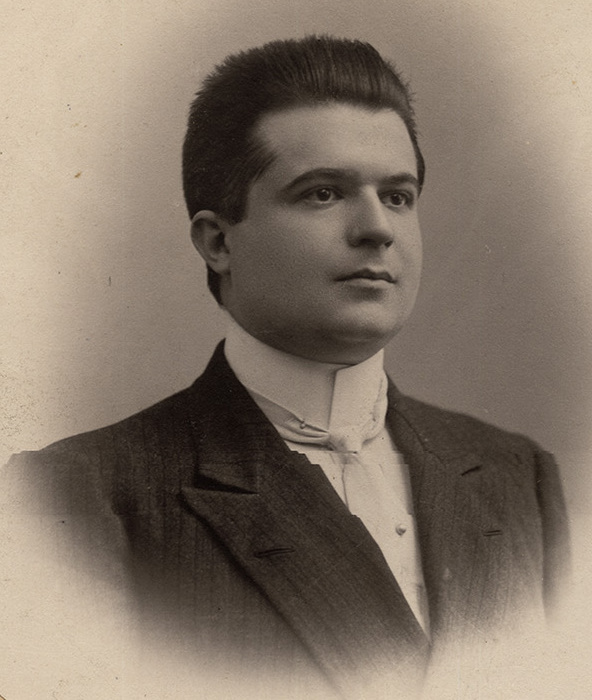
ステーファノ・ドナウディ

ステーファノ・ドナウディ（Stefano Donaudy、1879年2月21日 - 1925年5月30日）は、イタリア、シチリアのオペラ作曲家。

## 生涯
シチリア島、パレルモにフランス人の父とイタリア人の母の間に生まれ、17歳のときにパレルモ音楽院に入学する。
オペラを早い時期から手掛けてはいたが、彼が有名になるのは1902年にドイツ、ハンブルクで初演されたオペラ「テオドール・ケルナー」によってである。その後もオペラや歌曲、行進曲、ピアノ曲などを数多く作曲した。中でも歌曲集「古典様式による36のアリア」が有名である。この作品の詞は、弟のアルベルト・ドナウディ（1880年-1941年）が手掛けている。
1925年、ナポリにて没する。

## 著名な作品
- 古典様式による36のアリア
  - ああ愛する人の （O del mio amato ben）
  - どうか吹いておくれ（Spirate pur，spirate）
  - かぎりなく優雅な絵姿（Vaghissima sembianza）